# Meximieux
Meximieux je naselje in občina v jugovzhodnem francoskem departmaju Ain regije Rona-Alpe. Leta 2011 je naselje imelo 7.253 prebivalcev.

## Geografija
Kraj se nahaja v pokrajini Bresse 50 km severno od Bourga.

## Administracija
Meximieux je sedež istoimenskega kantona, v katerega so poleg njegove vključene še občine Bourg-Saint-Christophe, Charnoz-sur-Ain, Faramans, Joyeux, Le Montellier, Pérouges, Rignieux-le-Franc, Saint-Éloi, Saint-Jean-de-Niost, Saint-Maurice-de-Gourdans in Villieu-Loyes-Mollon s 20.212 prebivalci.
Kanton je sestavni del okrožja Bourg-en-Bresse.

## Zgodovina
Prvi zapisi kraja segajo v rimski čas, ko je na tem ozemlju stala manjša naselbina, imenovana Maximiacus.
Meximieux je eno od 17 francoskih mest, nagrajenih z medaljo za odpor (Médaille de la Résistance). Lokalno prebivalstvo je med drugo svetovno vojno skupaj z ameriškimi zavezniki uspešno zaustavilo nemško protiofenzivo pri mestu 1. in 2. septembra 1944.

## Pobratena mesta
- Denkendorf (Baden-Württemberg, Nemčija);